# بین‌ژوو (شاندونگ)
بین‌ژوو (به لاتین: Binzhou) یک سکونتگاه مسکونی در جمهوری خلق چین است که در شاندونگ واقع شده‌است.

## خصوصیات
بین‌ژوو ۹٬۴۴۴٫۶۵ کیلومترمربع مساحت و ۳٬۷۷۹٬۲۰۰ نفر جمعیت دارد و ۲۰ متر بالاتر از سطح دریا واقع شده‌است.